# Максим Горький (локомотивное депо)
Локомотивное депо Максим Горький — предприятие железнодорожного транспорта в городе Волгоград, принадлежит к Волгоградскому региону Приволжской железной дороги. Депо занимается эксплуатацией тягового подвижного состава.

## История депо
Решение о строительстве на станции Воропоново Сталинградской железной дороги паровозного депо было принято Советом министров СССР в 1949 году.
В апреле 1952 года депо было принято в эксплуатацию, хотя ещё не имело ремонтных цехов. Оно получило двадцать паровозов серий СО и Э. В то время депо обслуживало плечо до станции Чир. Первым начальником депо был Василий Васильевич Туровец.
В 1959 году в депо появились мощные паровозы серии Л.

## Тяговые плечи
- М. Горького — Петров Вал — Саратов
- М. Горького — Котельниково — Сальск
- М. Горького — Поворино— Грязи-Волгоградские (накладная плечи с депо Кочетовка ЮВ жд)
- М. Горького — Морозовская-Лихая (полностью весь участок от ст. им. М.Горького до ст. Лихая)

Тепловозы ЧМЭ3 приписанные к депо обслуживают станции Волгоградского железнодорожного узла, а также станции на линиях:
- М. Горького — Котельниково
- Иловля — Дуплятка (исключительно)
- Алексиково — Урюпино
- М. Горького — Морозовская (исключительно).

## Подвижной состав
В настоящее время (на 2014 год) в приписном парке депо Максим Горький имеются магистральные грузовые тепловозы 2ТЭ116У и 2ТЭ25КМ, маневровые ЧМЭ3 и ТЭМ7А.
До недавнего времени в депо также имелись магистральные тепловозы 2ТЭ116 и 3ТЭ116У, 2ТЭ10М и 3ТЭ10М, маневровые тепловозы ТЭМ14, магистральные электровозы ВЛ80Т и ВЛ80С.
Ранее в депо были приписаны также тепловозы ТЭ3, паровозы Л и Э.
У депо стоит паровоз-памятник серии Л, номер которого дважды меняли. Ныне указан номер Л-0088.
В депо М. Горький проходил испытания тепловоз 2ТЭ136-0001

## Знаменитые люди депо
- Криковцев, Михаил Петрович — Герой Социалистического Труда